# موزه یادبود هولوکاست

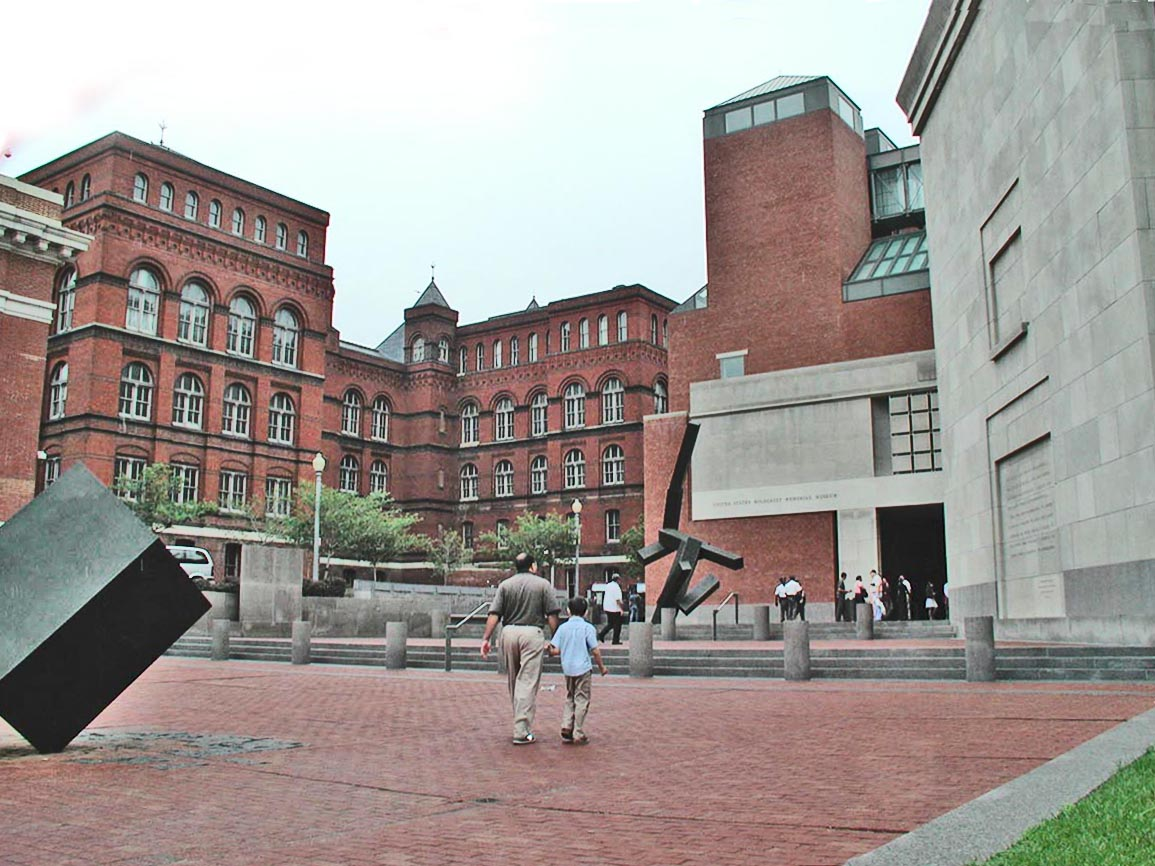
ساختمان موزه یادبود هولوکاست در شهر واشینگتن دی‌سی.

موزه یادبود هولوکاست ایالات متحده آمریکا (به انگلیسی: United States Holocaust Memorial Museum) نام موزهٔ یادبود هولوکاست است که در پایتخت ایالات متحده آمریکا واقع شده‌است. موزه یادبود هولوکاست در تاریخ ۲۲ آوریل ۱۹۹۳ میلادی، در شهر واشینگتن دی‌سی گشایش یافت.
موزه یادبود هولوکاست، به تمامی قربانیان ناسیونال سوسیالیسم آلمان نازی تقدیم شده‌است. این موزه دارای بایگانی بزرگی از جنایت‌های نازی‌ها است. سالانه حدود یک میلیون و ۷۰۰ هزار نفر از این موزه دیدن می‌کنند که بسیاری از آن‌ها جوانان دانش‌آموز هستند.
ساختمان موزه توسط یکی از معماران شرکت Pei Cobb Freed & Partners (از شرکای آی. ام. پی) طراحی گردید.